# Roadblock (G.I. Joe)
Roadblock es un personaje ficticio de la línea de juguetes G.I. Joe: A Real American Hero, cómics y series animadas. Es el artillero de máquinas pesadas del Equipo G.I. Joe y debutó en 1984. Roadblock es uno de los afroamericanos más destacados de la serie. Es interpretado por Dwayne Johnson en la película de 2013 G.I. Joe: Retaliation.

## Perfil
El verdadero nombre de Roadblock es Marvin F. Hinton y nació en Biloxi, Mississippi. Su función principal en G.I. Joe es como artillero de ametralladoras pesadas y su función secundaria es como cocinero.
Roadblock creció con una gran familia extendida, pero era tímido a pesar de ser Boy Scout y cantar en el coro de la iglesia. Antes de alistarse en el Ejército de los EE. UU., Roadblock quería ser un chef gourmet y trabajaba como portero para ganar suficiente dinero para asistir a la Escuela Escoffier en Francia. Un reclutador del ejército lo convenció de que podía aprender a ser chef en el ejército. Después de alistarse, Roadblock encontró que la comida del ejército era espantosa y se transfirió a la infantería, donde se destacó en el uso de armas pesadas. Roadblock es uno de los miembros más grandes y fuertes de G.I. Joe, capaz de llevar una ametralladora Browning M2 completamente cargada como arma personal, que puede pesar hasta 134 libras, lo que generalmente requiere un escuadrón dedicado para transportar y operar. A pesar de trabajar en la infantería, todavía mantiene su pasión por hacer buena comida y se entrega a ella mientras se dedica a su deber secundario. Es un experto calificado con la ametralladora pesada Browning M2 calibre .50, todas las ametralladoras pesadas del Pacto de Varsovia, M-16 y la pistola automática M-1911A1.
Cuando el equipo G.I. Joe se disolvió temporalmente, Roadblock finalmente aprovechó la oportunidad para convertirse en un chef gourmet. Escribió varios libros de cocina que se convirtieron en éxitos de ventas, respaldó una línea de productos de cocina con su nombre y presentó brevemente su propio programa de cocina en televisión. Pero cuando se reincorporó al equipo, felizmente colgó su sombrero de chef y se reincorporó a ellos una vez más, permaneciendo cuando el equipo se reactivó con una lista reducida.
En la serie de juguetes UK Action Force, Roadblock es originario del Congo francés. A medida que las líneas de juguetes Action Force y G.I. Joe se fusionaron, su perfil cambió a la variante estadounidense.
En la serie animada, Roadblock se representa inexplicablemente hablando en rima. Tiene un primo llamado Heavy Duty.

## Juguetes
Roadblock se lanzó por primera vez como figura de acción en 1984. Se lanzó una segunda versión de la figura en 1986, y la figura original se volvió a pintar y se lanzó como parte de "Tiger Force" en 1988. Se lanzó una nueva versión de Roadblock en 1992. Esta figura fue repintada y lanzada como parte de la línea "Battle Corps" en 1993. Se lanzó una nueva versión de Roadblock también lanzado en 1993 como parte de la línea Star Brigade, que fue repintado y relanzado en 1994.
Además, G.I. Joe emitió una figura de acción Roadblock de 12" para la serie del Salón de la Fama de 1992 que recuperó las figuras de acción de G.I. Joe de 12". Después de eso, G. I. Joe emitió otras dos versiones del Roadblock de 12". La cabeza del Roadblock es calva y la cara tiene bigote. Algunas versiones tienen una pequeña barba de chivo en la barbilla. Una figura de acción llamada Double Blast usó uno de los moldes del Roadblock causando miedo en fans que Hasbro perdió los derechos sobre el nombre de Roadblock. Hasbro lanzó una figura llamada Roadblock con la información y el nombre real de Double Blast en la tarjeta de archivo. Todas las demás versiones de Roadblock han sido remakes del original.

## Cómics

### Marvel Comics
A diferencia de la versión de dibujos animados, el cómic Roadblock no dice rimas y se menciona que tiene un temperamento feroz que "requiere mucho tiempo para construir y mucho tiempo". Se sabe que dice cosas como "Descárgalos con una ráfaga de cincuenta cal", lo que significa obligar a los enemigos a salir al aire libre con fuego concentrado de su ametralladora calibre .50.
Roadblock apareció por primera vez en G.I. Joe: A Real American Hero #22 de Marvel Comics (abril de 1984). En ese número está de guardia junto a Duke. Están mirando el funeral del General Flagg, que se lleva a cabo en el Cementerio Nacional de Arlington. Cobra ataca el funeral con un avión Rattler. Antes de que alguien resulte herido, Roadblock y Duke lo derriban y matan al piloto.
En el próximo número, Roadblock es parte de un equipo de Joe que intenta mantener prisionero al Comandante Cobra en las Montañas Rocosas. El ninja Storm Shadow logra rescatar al Comandante, aunque él mismo es capturado por Roadblock.
En el número 69, mientras se encuentra en una embajada estadounidense que está siendo saqueada, Roadblock amenaza a un hombre que tiene la intención de quemar una bandera estadounidense. Roadblock apunta su arma a la cabeza del hombre, pidiéndole que "desista de sus acciones o me veré obligado a reducir su cabeza a una fina niebla roja". Cuando el hombre amenazado señala cómo los saqueadores están robando máquinas de escribir, Roadblock afirma que "Nadie murió por una máquina de escribir". El hombre retrocede.
En los números 77 y 78, él y otros Joes luchan contra agentes estadounidenses que intentan incriminar y arrestar a todos los miembros de G.I. Joe. Roadblock se captura originalmente junto con Hawk y su aliado, el General Hollingsworth. Escapa violentamente del cautiverio para organizar el movimiento de resistencia. Se las arregla para organizar un grupo de aliados Joe, junto con la asistencia inesperada de Destro, deteniendo temporalmente la conspiración.
En otro incidente, detallado en la serie Secret Missions, Roadblock y Chuckles escoltan a un príncipe africano educado en Harvard de regreso a su tierra natal, para ayudarlo a estabilizar una lucha por el poder. A pesar de la ayuda de los Joe para salvar la vida del príncipe (que es un luchador capaz por derecho propio), el hombre desaloja todas las embajadas extranjeras de su territorio. 
En el número 145, Roadblock es elegido para ir al espacio con Star Brigade, un pequeño equipo de miembros de Joe. Viajan a bordo del transbordador espacial de los Joe, el Defiant. El equipo lucha contra robots furiosos dentro de un asteroide que amenaza a toda la Tierra. Los Joes, junto con la Guardia de Octubre, destruyen el asteroide y salvan miles de millones de vidas.
El número 154 es una historia de Roadblock en la que, de camino a una competencia de cocina, termina en un avión civil cargado con Cobra Vipers. Roadblock adquiere un lanzacohetes de la bodega de carga, se lanza en paracaídas fuera del avión y lo destruye con el arma.

### Editorial IDW
En una continuación directa de la serie original de Marvel Comics, aún escrita por Larry Hama, Cobra es una fuerza de ataque paramilitar popular en todo el mundo y G.I. Joe está huyendo. Roadblock mata a un equipo de asesinos de Cobra y se une a otros Joes para robar pruebas para el presidente de los Estados Unidos de que Cobra está actuando en contra de los intereses de Estados Unidos.

### Devil's Due Comics
El equipo Joe pasa mucho tiempo inactivo. Cuando se revela que Cobra es una amenaza una vez más, Roadblock, que ahora se gana la vida como chef, responde con entusiasmo a la llamada para reformar el equipo. Es uno de los afectados por el virus nanite pero se recupera.
Roadblock gana su propio programa de cocina de televisión. Termina que Tomax y Xamot, agentes de Cobra, son los dueños del programa; deciden destruir los estudios para encubrir delitos de lavado de dinero. Roadblock termina luchando contra Dreadnoks demasiado ansiosos en el escenario, lo que solo aumenta su popularidad, incluidas las ventas de su Marvin Hinton Grill.
En la continuidad alternativa de Devil's Due G.I. Joe Versus Transformers, Roadblock es uno de los pocos Joes que pilotea grandes robots humanoides. Ellos se hacen amigos y se unen a los Autobots para detener una conspiración que ocurre literalmente debajo de su propia sede. 

## Serie animada

### Sunbow
Roadblock apareció en varios episodios de la serie animada original de G.I. Joe, con la voz de Kene Holliday. Roadblock es el personaje afroamericano más destacado de la serie animada. Con frecuencia habla en rimas y tiene talento para cocinar. Roadblock es uno de los Joes más bondadosos, tanto dentro como fuera de las situaciones de combate, y es un líder muy capaz cuando la situación lo requiere. Es particularmente buen amigo de Flint y Lady Jaye.
Roadblock apareció por primera vez en la miniserie "The Revenge of Cobra", en la que tuvo un papel importante. Está entre los Joes dirigidos por Flint para rescatar a Duke y Snake Eyes, así como para recuperar un núcleo láser de Cobra. Sin embargo, Destro crea una tormenta sobre el Pozo del Caos con el arma Weather Dominator. Un tornado atrapa a Flint, Roadblock y Mutt en el Pozo, donde Destro ha plantado enredaderas estranguladoras, que crecen debido a una tormenta. Roadblock permite que Flint y Mutt escapen a través de un helicóptero improvisado hecho con partes de un Skystriker, mientras lucha contra las enredaderas. Las enredaderas mueren cuando deja de llover, lo que permite que Roadblock salga del hoyo. Más tarde se esconde en un remolque, donde conoce y se hace amigo del propietario de la empresa de camiones Honda Lou West. Él y Honda Lou son introducidos de contrabando en el Templo Cobra y capturados junto con Duke y Snake Eyes. Los cuatro trabajan juntos para escapar de la arena del deporte y ejecutar con éxito la idea de Roadblock de detener el control de Destro del Weather Dominator usando las enredaderas.
También tuvo un papel destacado en el episodio "Red Rocket's Glare", al igual que su tío y su tía, Caleb y Sarah Bronson, quienes formaron parte de la trama del episodio. En el episodio, Roadblock y Recondo descubren una serie de nuevos restaurantes "Red Rocket" y encuentran que el restaurante de la tía y el tío de Roadblock fue reemplazado por uno de ellos. Más tarde, los Joe se enteran de que Cobra abrió los restaurantes a través de Extensive Enterprises y están armados con misiles, que luego se dispusieron a desarmar. Mientras Roadblock sube al último cohete, Tomax y Xamot intentan detenerlo. El cohete se lanza, transportando a Roadblock y los Crimson Twins, pero Flint golpea su cono de nariz con un misil de su Skystriker, salvando a Roadblock. Más tarde, los Joe celebran su victoria en el restaurante de los Bronson, con Roadblock cocinando con su tío y tía.
Roadblock aparece en dos de los Anuncios de Servicio Público de la serie advirtiendo a un par de niños sobre los peligros de jugar con o alrededor de líneas eléctricas caídas y diciéndole a un niño que nunca le dé su dirección a un extraño.

#### G.I. Joe: The Movie
En G.I. Joe: The Movie, Roadblock tiene un papel destacado. Lidera un equipo de Joes en la búsqueda de Cobra que huye después de su ataque inicial a G.I. Joe en un intento de robar el Transmisor de energía de transmisión. Roadblock y los Joes siguen a Cobra hasta Cobra-La, donde son capturados. Durante un intento de fuga, los otros Joes son recapturados, y solo Roadblock logra escapar, pero no antes de ser cegado temporalmente por Nemesis Enforcer. Con la ayuda del Comandante Cobra, que muta lentamente, Roadblock escapa de Cobra-La y deambula por la nieve con el Comandante Cobra antes de ser encontrado por un grupo de búsqueda de G.I. Joe. Con su visión restaurada, puede llevar a los Joe de regreso a la cúpula de hielo de Cobra-La, donde tiene lugar la batalla final entre Cobra-La y G.I. Joe.

### DiC
Roadblock aparece en la caricatura de DiC G.I. Joe, con la voz de Blu Mankuma. Tiene un papel protagónico en el episodio 25, "The Eliminator".

### G.I. Joe: Spy Troops
En G.I. Joe: Spy Troops, se revela que el personaje de G.I. Joe, Heavy Duty, es primo de Roadblock y aparentemente comparte la misma pasión por la cocina, pero no el talento para ello.

### G.I. Joe: Resolute
Roadblock aparece en G.I. Joe: Resolute.

### G.I. Joe: Renegades
En G.I. Joe: Renegades, Roadblock se reinterpreta como el mecánico jefe y la persona de soporte técnico y uno de los seis miembros originales de Renegade. Está asociado con Tunnel Rat. En "Knockoffs", se revela que tiene un primo llamado Hershel , ya que ambos comparten el mismo número de zapatos. Roadblock se reinterpreta con grandes patillas y una gran afinidad por la camioneta del equipo a la que apoda el "coyote" y muestra continuamente su devoción, como se muestra en los Renegados en el episodio 15 "White Out", donde compara el camión con una mujer atlética y culta, y el episodio 16 "Náufrago", donde arriesga su vida para evitar que la camioneta se hunda en el océano. También se muestra que disfruta de la música heavy metal. Al igual que sus otras versiones, este Roadblock cocina, pero no habla en rima a diferencia del clásico Roadblock. Tiene una personalidad alegre y tranquila.

## Película de acción real
Originalmente, se le pidió al rapero y actor Common que interpretara el papel de Roadblock en G.I. Joe: The Rise of Cobra, pero se pasó por alto, y Adewale Akinnuoye-Agbaje interpretó al personaje Heavy Duty en su lugar.
Dwayne Johnson interpreta a Roadblock en la secuela G.I. Joe: Retaliation. En la película, Roadblock es el segundo al mando de Duke, y se encuentra entre los sobrevivientes del ataque aéreo militar contra G.I. Joe orquestado por Zartan, quien en ese momento se hacía pasar por el Presidente de los Estados Unidos. Liderando a Flint, Lady Jaye, Snake Eyes y Jinx, Roadblock detiene con éxito a Cobra al derrotar a Firefly en combate y usar su maletín para detener los satélites Cobra Zeus. Después de eso, detona los explosivos de Firefly con un dispositivo, matando a Firefly en la explosión.
Johnson volverá a interpretar su papel en G.I. Joe: Ever Vigilant.

## Videojuegos
Roadblock es uno de los personajes destacados en el juego de computadora de 1985 G.I. Joe: A Real American Hero.
Roadblock aparece como un personaje jugable en el juego de 1992 G.I. Joe: The Atlantis Factor. También aparece como un personaje jugable en el juego de arcade G.I. Joe de 1992.

## Novelas
Roadblock es un personaje secundario en la novela Find Your Fate "Operation: Dragon Fire".
Roadblock es uno de los personajes principales de la novela de G.I. Joe Find Your Fate, "Operation: Death Stone" (ISBN 0-345-32936-8). En esta historia, en la que el lector elige las opciones, Roadblock es parte de un equipo de Joes, que incluye a Gung-Ho y Snake Eyes, que busca un extraño meteorito en una remota isla selvática del Pacífico.

## Otros medios
- Roadblock apareció en el episodio de Robot Chicken "Day at the Circus", con la voz de Seth Green. Se le muestra acompañando a Flint y Gung-Ho en una misión. T-Pain da voz a Roadblock en el episodio "The Ramblings of Maurice". Roadblock es honrado por sus 20 años de servicio con una estatua de chocolate.
- El webcómic Shortpacked! tiene Roadblock como un personaje recurrente.
- En el episodio 15 titulado "Inner Child" de la serie de televisión Fringe, Peter Bishop le muestra a un niño mudo una figura de G.I. Joe Roadblock y le da una breve descripción de su biografía.[36]
- Las rimas de Roadblock se mencionan brevemente en el libro de bolsillo de no ficción 'Saturday Morning Fever'.[37]
- Kevin Michael Richardson repitió su papel de Roadblock en el episodio de Padre de familia, "Amish Guy".